# はるゆき (護衛艦)
はるゆき（ローマ字：JS Haruyuki, DD-128）は、海上自衛隊の護衛艦。はつゆき型護衛艦の7番艦。艦名は「春に降る雪」即ち「春雪」に由来する。なお、艦艇名としては旧海軍通して初の命名である。

## 艦歴
「はるゆき」は、中期業務見積もりに基づく昭和55年度計画2,900トン護衛艦2216号艦として、住友重工追浜造船所浦賀工場で1982年3月11日に起工され、1983年9月6日に進水、1985年3月14日に就役し、同日付で第1護衛隊群隷下に新編された第43護衛隊に「いそゆき」とともに編入され横須賀に配備された。
1986年及び1988年に環太平洋合同演習 (RIMPAC) に参加。
1989年3月17日、第43護衛隊が第4護衛隊群隷下に編成替え。
1990年5月から平成2年度遠洋練習航海に参加し、5月20日にはマレーシア国際観艦式に参加した。
1995年3月2日、第4護衛隊群司令部の呉基地移転にともない、定係港が呉に転籍。
1997年3月24日、隊番号の改正により第43護衛隊が第4護衛隊に改称。
2000年3月15日、佐世保地方隊第23護衛隊に編入され、定係港が佐世保に転籍。
2008年3月26日、自衛艦隊の大改編により、第23護衛隊が第13護衛隊に改称され護衛艦隊隷下に編成替え。
2014年3月13日、｢ふゆづき｣の就役にともない除籍。最終所属は護衛艦隊第13護衛隊、定係港は佐世保。

### 歴代艦長
| 代 | 氏名     | 在任期間               | 出身校・期        | 前職                              | 後職                                         | 備考                 |
| -- | -------- | ---------------------- | ----------------- | --------------------------------- | -------------------------------------------- | -------------------- |
| 01 | 高橋征寿 | 1985.3.14 - 1987.3.15  | 防大5期           | はるゆき艤装員長                  | 海上自衛隊第1術科学校学生隊長 兼 第1学生隊長 |                      |
| 02 | 畑田 隆  | 1987.3.16 - 1988.3.31  | 防大9期           | 海上幕僚監部調査部調査第2課       | 海上幕僚監部調査部調査第1課                  |                      |
| 03 | 池上光信 | 1988.4.1 - 1989.3.15   | 防大10期          | 陸上幕僚監部調査部第2課別室       | さわかぜ艦長                                 |                      |
| 04 | 谷津憲治 | 1989.3.16 - 1991.3.21  | 東海大・ 22期幹候 | 第1海上訓練指導隊付               | 海上自衛隊幹部学校付                         |                      |
| 05 | 薮田 隆  | 1991.3.22 - 1992.8.19  | 防大16期          | 海上幕僚監部装備部武器課          |                                              |                      |
| 06 | 杉本正彦 | 1992.8.20 - 1993.8.19  | 防大18期          | 海上幕僚監部防衛部防衛課          | 海上自衛隊東京業務隊付                       | 1993.1.1 1等海佐昇任 |
| 07 | 高橋英雄 | 1993.8.20 - 1994.1.10  | 防大17期          | 海上自衛隊第1術科学校教官         | 呉基地業務隊補充部付                         |                      |
| 08 | 阪上廣治 | 1994.1.11 - 1996.3.21  | 防大16期          | 海上自衛隊第1術科学校教官         | 運用開発隊運用開発第5科長                    |                      |
| 09 | 松浦正幸 | 1996.3.22 - 1997.12.17 | 防大21期          | 防衛大学校                        | 自衛艦隊司令部幕僚                           |                      |
| 10 | 高塚裕幸 | 1997.12.18 - 1999.3.28 | 防大22期          | によど艦長                        |                                              | 1998.7.1 1等海佐昇任 |
| 11 | 島村修司 | 1999.3.29 - 2000.7.2   | 防大25期          | 海上幕僚監部監理部総務課          | 海上自衛隊幹部学校付                         |                      |
| 12 | 堂下哲郎 | 2000.7.3 - 2001.7.31   | 防大26期          | さわかぜ船務長 兼 副長            |                                              | 2001.1.1 1等海佐昇任 |
| 13 | 宮﨑 守  | 2001.8.1 - 2002.8.19   |                   | 海上幕僚監部人事教育部教育課      | さわぎり艦長                                 |                      |
| 14 | 宅間秀記 | 2002.8.20 - 2003.8.11  | 防大30期          | 海上幕僚監部人事教育部補任課      |                                              |                      |
| 15 | 吉岡時治 | 2003.8.12 - 2004.8.8   |                   | 艦艇開発隊                        |                                              | 就任時3等海佐        |
| 16 | 日髙孝次 | 2004.8.9 - 2005.7.19   | 防大29期          | しらせ船務長                      | しらせ航海長                                 |                      |
| 17 | 淵崎直樹 | 2005.7.20 - 2006.7.31  | 防大30期          | 海上自衛隊幹部学校学校教官        | 艦艇開発隊                                   |                      |
| 18 | 杉本雅春 | 2006.8.1 - 2007.7.29   | 防大34期          | 海上幕僚監部人事教育部 人事計画課 |                                              |                      |
| 19 | 大鋸寿宣 | 2007.7.30 - 2008.7.27  | 防大33期          | しらせ船務長                      | しらせ艤装員                                 |                      |
| 20 | 渕 孔    | 2008.7.28 - 2010.4.21  |                   | 艦艇開発隊                        | 艦艇開発隊艦艇第2科長                        |                      |
| 21 | 石塚啓壯 | 2010.4.22 - 2011.4.4   |                   | 海上幕僚監部人事教育部 人事計画課 | 海上自衛隊幹部候補生学校主任教官             |                      |
| 22 | 今野泰樹 | 2011.4.5 - 2012.3.22   | 防大38期          | 海上幕僚監部人事教育部教育課      | 海上幕僚監部人事教育部補任課                 |                      |
| 23 | 大森浩昭 | 2012.3.23 - 2013.3.21  | 防大35期          | いせ船務長                        | 海上自衛隊幹部学校付                         |                      |
| 24 | 坂野祐輔 | 2013.3.22 - 2014.3.13  | 防大39期          | 海上幕僚監部防衛部防衛課          | 統合幕僚監部防衛計画部計画課                 |                      |

## ギャラリー

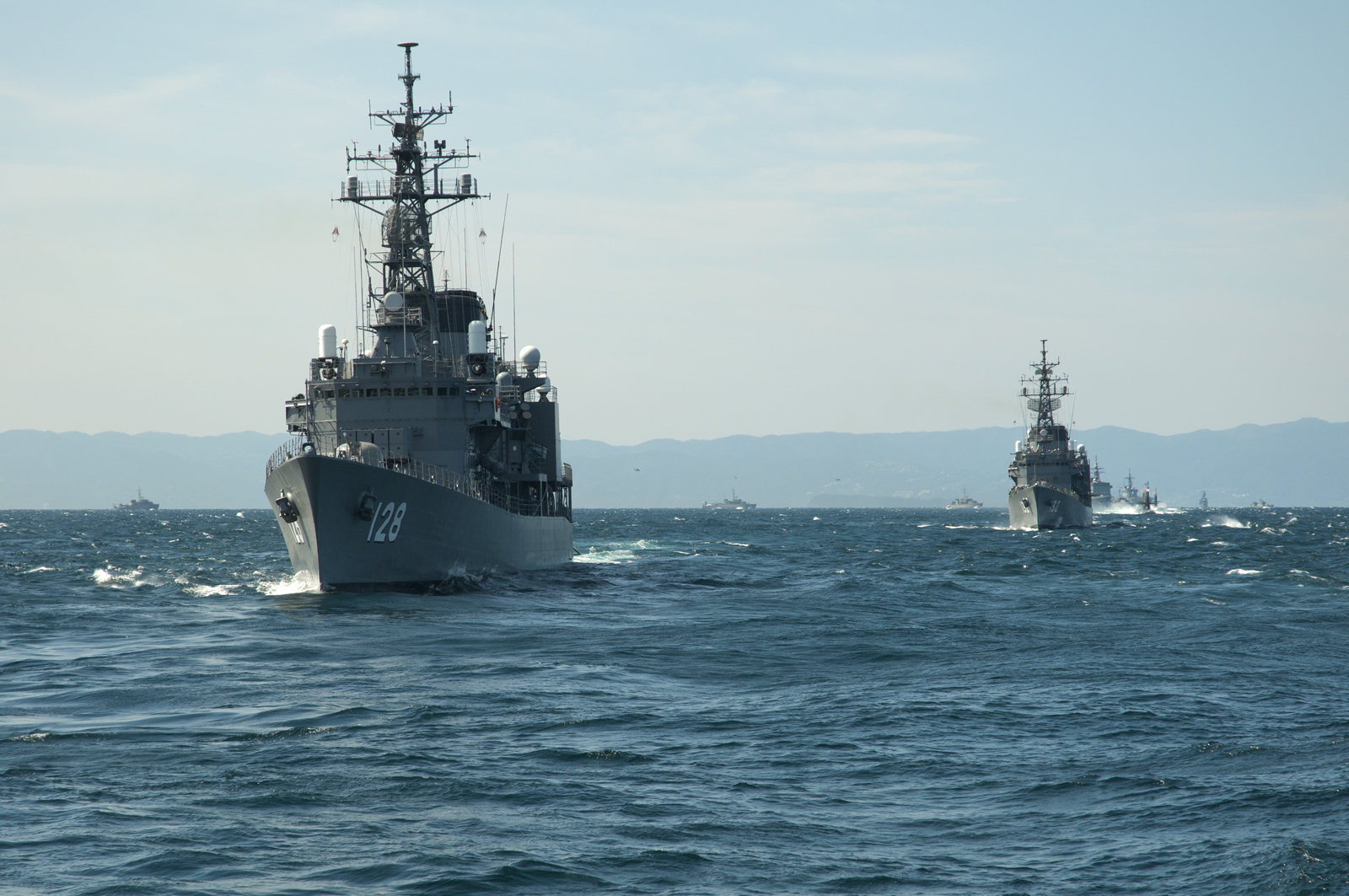
相模湾を航行する「はるゆき」（後方は「あさゆき」）
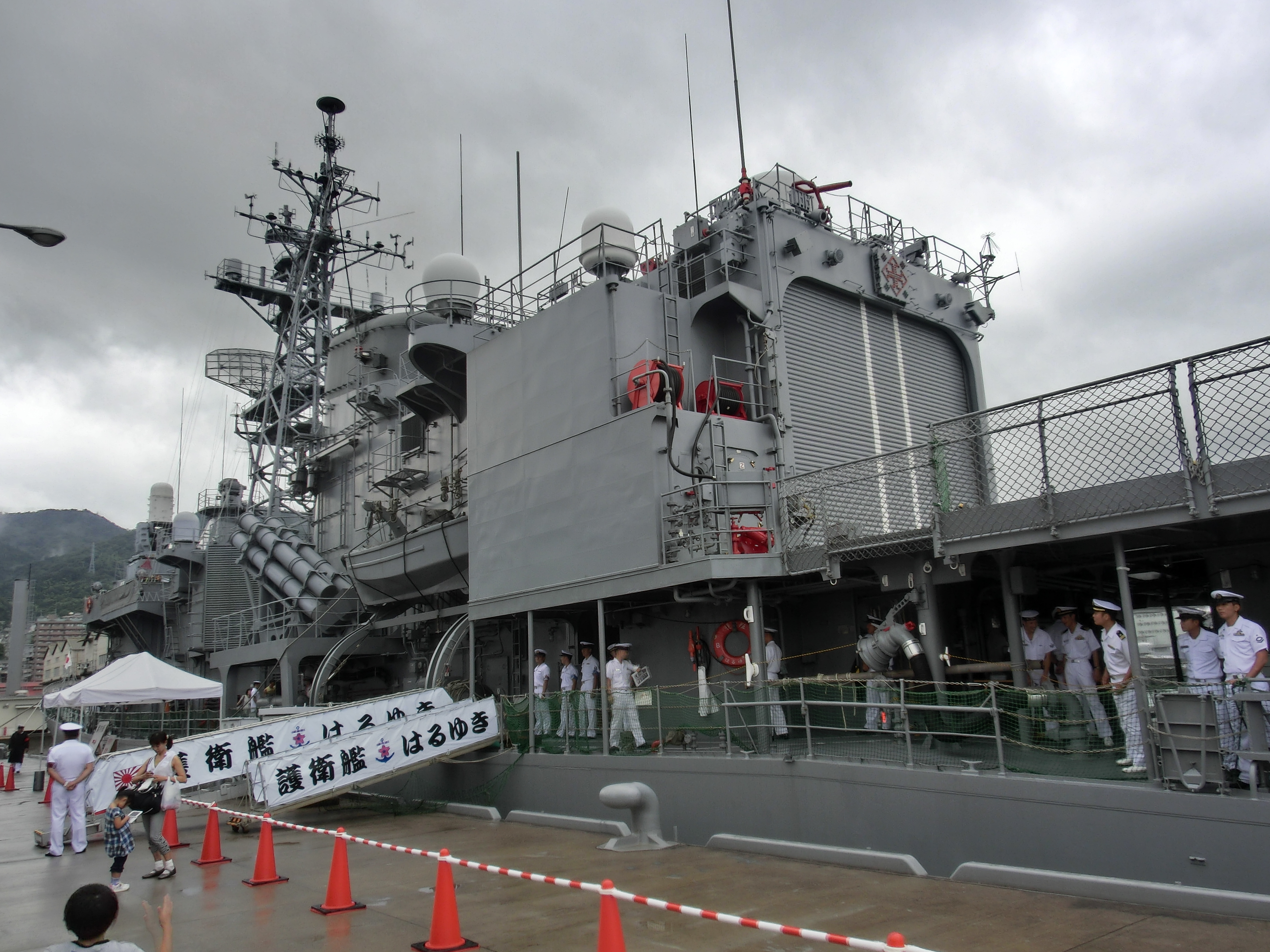
呉基地にて
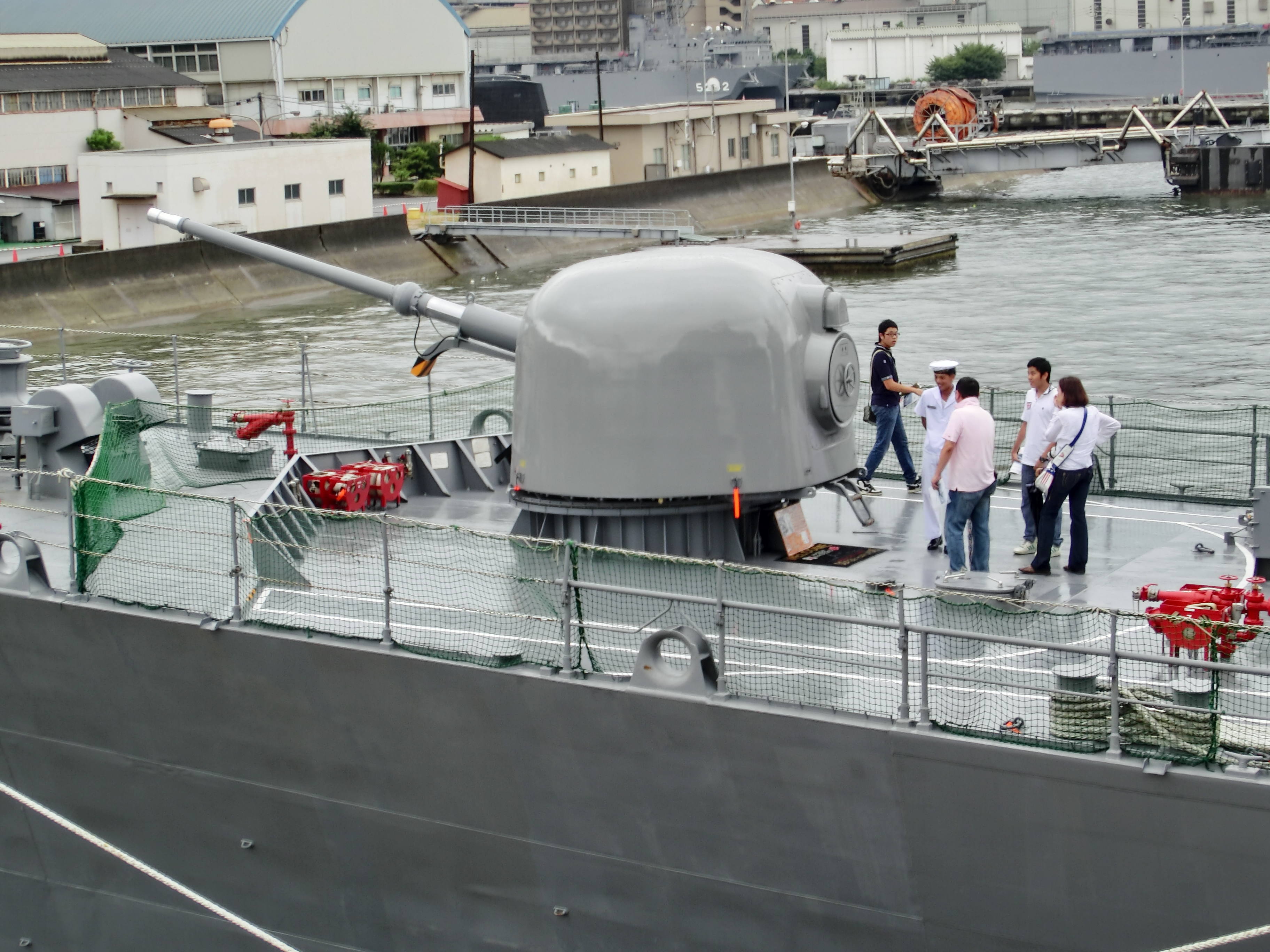
前部甲板と76mm砲